# Густав Хигел
Густав Хигел био је аустријски клизач у уметничком клизању. Он је освојио 1897. и 1899-1900 Светско првенство у уметничком клизању а 1901. Европско првенство. 

## Споњне везе
- Skatabase: 1890s Worlds Results
- Skatabase: 1900s Worlds Results
- Skatabase: 1890s Europeans Results
- Skatabase: 1900s Europeans Results